# Kočky neberem
Kočky neberem byla pop-punková / hard rocková hudební skupina z Mladé Boleslavi. Kapela se začala dávat dohromady v roce 2004, ale aktivní se stala až v roce 2007. V únoru 2015 oznámila ukončení činnosti.

## Vznik kapely
V roce 2004 začal sbormistr a učitel hudby Milan Klipec dávat ve svém studiu dohromady kapelu z jeho žáků. 6. října 2004 vzniká první zkušební formace kapely Kočky neberem, tehdy ještě bez názvu.
Samotný název Kočky neberem vymyslel také Milan Klipec, když kapela měla zahrát na prvním koncertě a nevěděli, jaký vybrat název. Od té doby se v kapele často mluvilo o změně názvu, ale vždy se došlo k závěru, že i přes velmi zavádějící formulaci to je velice originální a nechali si ho.

## Diskografie

### Demáč (2008)
První oficiální demo CD kapely, obsahující většinu převzatých písniček, ale už i první 3 vlastní. CD se prodávalo jen na koncertech a mělo celkem slušný úspěch. Kapela demo nahrála v ART Studiu Milana Klipce v Mladé Boleslavi.

### Hoří (2009)
První singl kapely a zároveň první zkušenost s profesionálním studiem. Singl obsahuje písničku Hoří v plné a zkrácené verze. Byla to první písnička, která se objevila i v éteru rádií. Písnička Hoří se stala jednou z nejhranějších na koncertech kapely.

### Cirkus Inferno (2010)
Další singl, který obsahoval 3 písničky. Celej Svět, Pro Tebe a Cirkus Inferno. Singl byl nahráván v nejprestižnějším českém studiu SONO Records. Písnička Pro Tebe se pravidelně objevuje v rádiích. Cirkus Inferno se stal jednou z nejoblíbenějších písniček na koncertech u lidí.

## Úspěchy kapely
V roce 2009 zvítězila v anketě popularity na okrese Mladá Boleslav, v roce 2010 zvítězila v anketě popularity Středočeského kraje a také v celostátní vyhledávací soutěži kapel v Modré Vopici, díky které natočili singl Cirkus Inferno ve studiu SONO Records. V zimě roku 2010 se také kapela poprvé objevuje v televizi. Nahrála vstup do online televize Balcony TV. V roce 2011 se kapela dostala do českého finále celosvětové soutěže Emergenza festival, kde skončila na 3. místě a dostala se tak na Sázavafest 2011. Také se dostala do finále soutěže o festival Natruc a do top 12 v soutěži Šance Muzikus o festival Rock for People.
Za další úspěchy kapela považuje koncerty s kapelami Mig 21, Mňága a Žďorp, UDG, Švihadlo, Rybičky 48, Nightwork, Prague Ska Conspiracy, Medvěd 009, Mandrage a další.

## Vlivy kapely
Kapela byla stylově velice různorodá. Hlavní žánry ovlivňující styl kapely byly Metal, Punk-rock, Pop-punk, Hard rock či SKA.